# Spirito Maria Chiappetta
Spirito Maria Chiappetta (Milano, 22 maggio 1868 – Triuggio, 1º luglio 1948) è stato un ingegnere, architetto e presbitero italiano.
Figura di rilievo nel mondo dell'architettura soprattutto sacra tra XIX e XX secolo, fu architetto della Santa Sede durante il pontificato di papa Pio XI e attivo in molte città d'Italia.

## Biografia
Nato nel 1868 da una famiglia profondamente religiosa, si laurea all'Università di Padova nel 1894 e nel 1924, ormai all'età avanzata di 56 anni, grazie alla profonda amicizia che lo lega a papa Pio XI, viene ordinato sacerdote con un permesso speciale dello stesso Papa.
Nel 1924 viene chiamato a presiedere la Pontificia commissione centrale per l'arte sacra in Italia, di cui sarà a capo fino al 1943, in veste di architetto della Santa Sede. Dopo la morte di Pio XI nel 1939, rimane a Roma per qualche anno per poi trasferirsi in Brianza presso la Villa Sacro Cuore dei Gesuiti di Triuggio, da lui stesso ampliata e restaurata, dove si spegnerà nell'estate del 1948.
Firmandosi "sac. Spirito Maria Chiapetta" progetta molti edifici sacri, principalmente chiese, campanili, altari, monumenti funebri e cappelle, con un gusto volto allo stile gotico nordico tuttavia espresso in ritardo rispetto alla vera e propria "moda" neo-medievale che, insieme allo stile eclettico, aveva goduto di particolare successo nel periodo a cavallo fra Ottocento e Novecento.

## Opere principali
Nella vasta produzione architettonica del Chiappetta vale la pena di segnalare, fra le altre, le seguenti opere:

### Milano
- L'Istituto Vittoria Colonna di via Conservatorio, progettato nel 1895.
- Il Santuario di San Camillo de Lellis sull'angolo fra via Boscovich e via Lepetit.
- La Chiesa di San Giuseppe di viale Certosa, poi demolita nel 1970.
- La Chiesa di Santa Maria del Buon Consiglio in via Ricotti.
- Il Monastero San Benedetto delle Monache Benedettine dell'Adorazione Perpetua del Santissimo Sacramento di via Felice Bellotti.
- La Chiesa delle Marcelline presso l'Ospedale Gaetano Pini.
- L'ampliamento del Palazzo dell'Istituto Marcelline Tommaseo in piazza Tommaseo.
- Il Palazzo Sagramoso di via San Vittore angolo via Bernardino Zenale, distrutto durante la guerra.
- L'edificio per la Società Editrice Libraria di via Ausonio angolo via Cesare da Sesto.
- La casa del conte Parravicini di via Ausonio angolo via Vittoria, ora via De Amicis[4].
- La facciata e l'altar maggiore della Chiesa di Santa Maria del Suffragio in via Bonvesin della Riva nel 1915[5].
- L'altare della Chiesa di Sant'Eufemia di piazza Sant'Eufemia.
- Il campanile della Chiesa di Santa Maria del Rosario a lato di via Solari.
- Alcune edicole funerarie al Cimitero Monumentale di Milano.

### Provincia di Milano
- Ampliamento della Chiesa di San Michele Arcangelo a Magnago, con l'aggiunta delle due navate laterali e la costruzione del nuovo campanile, alto 57 metri.
- Cappella Monumento ai Caduti, in stile neogotico, nel cimitero di Magnago, inaugurata il 1º ottobre 1921 dal Cardinale di Milano Achille Ratti.

### Provincia di Bergamo
- Santuario delle Sante Bartolomea Capitanio e Vincenza Gerosa, in stile neogotico, a Lovere: la prima pietra fu posta il 1 luglio 1931 e consacrato il 1 ottobre 1938 con dedicazione a Cristo Re dei Vergini.

### Provincia di Lecco
- La basilica della Santissima Immacolata a Merate, oggi abbandonata e in parte diroccata[6].
- La chiesa parrocchiale del Divin Salvatore e Santa Teresa di Gesù Bambino a Pescate.

### Provincia di Lodi
- Il campanile della Basilica di Sant'Antonio Abate e Santa Francesca Cabrini a Sant'Angelo Lodigiano[7].

### Provincia di Monza e della Brianza
- Il Santuario del Santo Crocifisso a Desio.
- La chiesa parrocchiale di Santo Stefano Protomartire a Cesano Maderno.
- La Chiesa di Santa Maria degli Angeli a Monza.
- L'altare della Chiesa dei Santi Cornelio e Cipriano a Carnate.
- Il Santuario della Madonna di Santa Valeria a Seregno.
- La Chiesa dei Santi Gervaso e Protaso a Tregasio.
- La Chiesa di San Giovanni Evangelista a Albiate.

### Provincia di Alessandria
- il  Santuario della Nostra Signora della Guardia di Tortona.

### Provincia di Pesaro e Urbino
- San Michele al Fiume (comune di Mondavio)[8].
- Santa Maria del Carmine (Fano)[8].
- San Cesario (Carrara di Fano)[8].
- San Pasquale (San Giorgio di Pesaro)[8].
- San Liberio (Montemaggiore al Metauro)[8].

### Provincia di Ancona (Senigallia)
- Santa Maria della Pace[8].
- Santa Maria della Neve (Portone di Senigallia)[8].
- San Giovanni Battista (Montignano di Senigallia)[8].
- San Michele Arcangelo (Prosano di Arcevia)[8].

### Provincia di Napoli
- Nel 1931 il Prelato di Pompei Mons. Antonio Anastasio Rossi deliberò l’ampliamento del santuario della B.V. del Rosario di Pompei, esponendo i concetti fondamentali all’arch. Mons. Spirito Maria Chiappetta*, presidente della commissione d’Arte Sacra della Città del Vaticano. Gli diede l’incarico di preparare i disegni e il modello della nuova costruzione.[senza fonte]